# Région administrative de la Cordillère
La Région administrative de la Cordillère est une des 17 régions des Philippines. Elle est composée de six provinces : 
- Abra,
- Apayao,
- Benguet,
- Ifugao,
- Kalinga et
- Mountain Province.

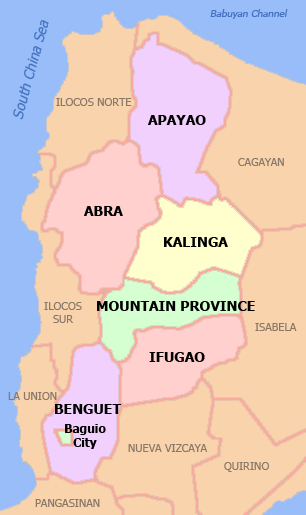
Les six provinces

La région correspond aux territoires montagneux de la Cordillère centrale de Luzon, la plus grande chaîne de montagnes des Philippines. C'est aussi la seule région dépourvue d'accès à la mer. La région est le foyer de nombreuses tribus indigènes collectivement appelés les Igorot.
La capitale régionale est Baguio, située dans la province de Benguet. La région a une superficie de 19 294 km2 pour une population de 1 722 006 habitants (recensement 2015).